# العلاقات القرغيزستانية المالطية
العلاقات القيرغيزستانية المالطية هي العلاقات الثنائية التي تجمع بين قيرغيزستان ومالطا.

## مقارنة بين البلدين
هذه مقارنة عامة ومرجعية للدولتين:
| وجه المقارنة                                              | قيرغيزستان                      | مالطا                                                     |
| --------------------------------------------------------- | ------------------------------- | --------------------------------------------------------- |
| المساحة (كم2)                                             | 199.95 ألف                      | 316                                                       |
| عدد السكان (نسمة)                                         | 6.20 مليون                      | 465.29 ألف                                                |
| الكثافة السكانية (ن./كم²)                                 | 31.01                           | 147.24 ألف                                                |
| العاصمة                                                   | بيشكك                           | فاليتا                                                    |
| اللغة الرسمية                                             | اللغة الروسية، اللغة القيرغيزية | اللغة المالطية، لغة إنجليزية                              |
| العملة                                                    | سوم قيرغيزستاني                 | يورو، ليرة مالطية                                         |
| الناتج المحلي الإجمالي (بليون دولار)                      | 7.56 مليار                      | 12.54 مليار                                               |
| الناتج المحلي الإجمالي (تعادل القوة الشرائية) بليون دولار | 20.45 مليار                     | 14.68 مليار                                               |
| الناتج المحلي الإجمالي الاسمي للفرد دولار أمريكي          | 1.10 ألف                        | 22.60 ألف                                                 |
| الناتج المحلي الإجمالي للفرد دولار أمريكي                 |                                 |                                                           |
| مؤشر التنمية البشرية                                      | 0.655                           | 0.839                                                     |
| رمز المكالمات الدولي                                      | +996                            | +356                                                      |
| رمز الإنترنت                                              | .kg                             | .mt                                                       |
| المنطقة الزمنية                                           | ت ع م+06:00                     | توقيت وسط أوروبا، ت ع م+01:00، ت ع م+02:00، أوروبا/مالطا ‏ |

## منظمات دولية مشتركة
يشترك البلدان في عضوية مجموعة من المنظمات الدولية، منها:
| علم المنظمة | اسم المنظمة                        | تاريخ انضمام قيرغيزستان | تاريخ انضمام مالطا |
| ----------- | ---------------------------------- | ----------------------- | ------------------ |
|             | يونسكو                             | 2 يونيو 1992            | 10 فبراير 1965     |
|             | وكالة ضمان الاستثمار متعدد الأطراف | 21 سبتمبر 1993          | 12 سبتمبر 1990     |
|             | الأمم المتحدة                      | 2 مارس 1992             | 1 ديسمبر 1964      |
|             | الاتحاد البريدي العالمي            | ?                       | ?                  |
|             | البنك الدولي للإنشاء والتعمير      | 18 سبتمبر 1992          | 26 سبتمبر 1983     |
|             | الاتحاد الدولي للاتصالات           | 20 يناير 1994           | 1965               |
|             | منظمة حظر الأسلحة الكيميائية       | ?                       | ?                  |
|             | مؤسسة التمويل الدولية              | 11 فبراير 1993          | 1 يونيو 2005       |
|             | منظمة التجارة العالمية             | ?                       | ?                  |
|             | منظمة الشرطة الجنائية الدولية      | ?                       | ?                  |
|             | منظمة الأمن والتعاون في أوروبا     | 30 يناير 1992           | 25 يونيو 1973      |

## وصلات خارجية
- موقع وزارة الخارجية القيرغيزستانية
- موقع وزارة الخارجية المالطية